# بيرايواتلو
بيرايواتلو هي قرية في مقاطعة بارس أباد، إيران. يقدر عدد سكانها بـ 721 نسمة بحسب إحصاء 2016.